# Tiwi Islands (öar)
Tiwi Islands är  en ögrupp i delstaten Northern Territory i norra Australien, 3 200 km nordväst om huvudstaden Canberra. Ögruppens största öar är Bathurst Island och Melvilleön.
Öarna befolkas av Tiwier. Det bor färre än två invånare per kvadratkilometer på öarna.

## Geografi
I omgivningarna runt Tiwi Islands växer huvudsakligen savannskog.

### Klimat

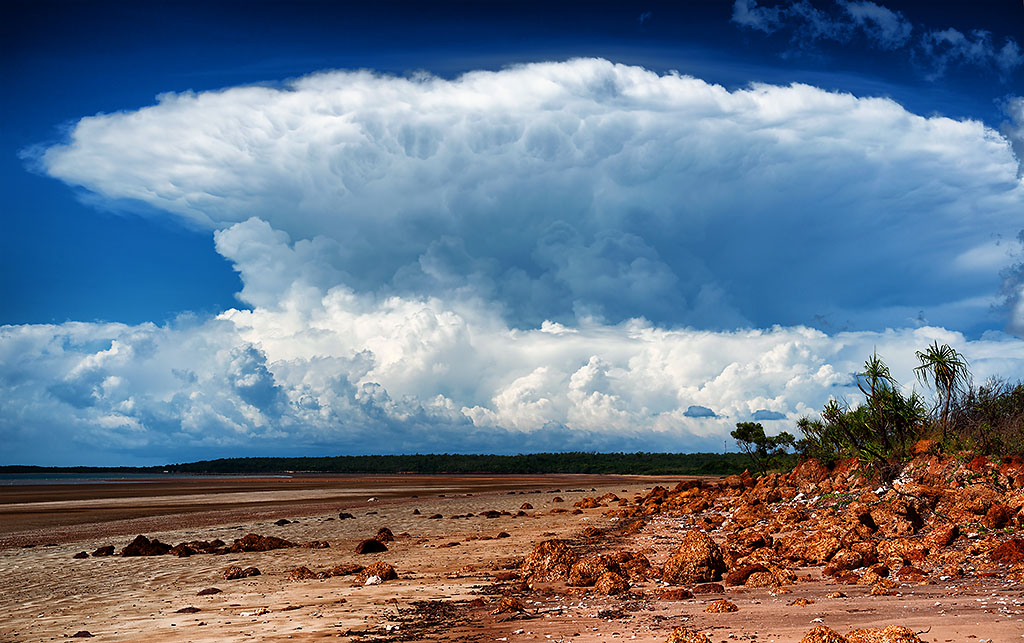
Det återkommande åskmolnet Hector, här i städformation, cumulonimbus incus.

Under perioderna november–december och februari–mars uppträder över öarna nästan dagligen en åskmolnsbildning, populärt kallad Hector, som är bland världens högsta och ofta sträcker sig upp till 20 kilometers höjd.